# Noun Borey
Bản mẫu:Cambodian name
Noun Borey (sinh ngày 5 tháng 8 năm 1996) là một cầu thủ bóng đá người Campuchia thi đấu cho National Police Commissary ở Giải bóng đá vô địch quốc gia Campuchia và Đội tuyển bóng đá quốc gia Campuchia. Anh ra mắt quốc tế trong trận giao hữu trước Singapore vào ngày 17 tháng 11 năm 2014.